# Monique Legrand-Larroche
Pour les articles homonymes, voir Legrand et Larroche.
Monique Legrand-Larroche, née le 23 janvier 1962 à Neuilly-sur-Seine (Seine), est une militaire et ingénieure française. Ingénieure générale de classe exceptionnelle de l'armement, elle est inspectrice générale des armées depuis le 1er septembre 2022, après avoir été directrice de la maintenance aéronautique du ministère des Armées du 20 avril 2018 au 31 août 2022. Elle est la première femme à accéder aux rang et prérogative de général de corps d'armée en France en 2014, puis à nouveau avec ceux de général d'armée en 2022.

## Biographie

### Origine et formation
Monique Legrand-Larroche est la fille d'un ingénieur également professeur à l'École polytechnique. Elle est l'une des 27 femmes à intégrer cette école en 1982, après avoir obtenu son bac scientifique et suivi une classe préparatoire. À l'époque, il n'y avait que 10 % de femmes dans sa promotion et cela ne faisait que 10 ans que Polytechnique était ouverte aux femmes. Elle suit les traces de son arrière-grand-père, de son grand-père, de son père et de ses deux frères et y rencontre son mari. Elle intègre le Corps des ingénieurs de l'armement à sa sortie de l'École polytechnique et suit ensuite un cursus à l'École nationale supérieure de techniques avancées et obtient un DEA en mécanique à l'université Paris VI.

### Carrière
Monique Legrand-Larroche entre en 1987 à la direction générale de l'Armement. Pendant ces années, elle a sous sa responsabilité plusieurs programmes et directions. D'abord chargée du financement et de l'orientation des projets de recherches dans les universités, les établissements du CNRS ou encore l'ONERA, elle devient directrice du programme Horizon (hélicoptère équipé d'un système de surveillance radar du sol et des aéronefs lents) et responsable du programme capacités complémentaires Gazelle, tout cela de 1993 à 2000. Par la même occasion, elle a sous sa responsabilité l'acquisition d'hélicoptères pour la Gendarmerie nationale et la Sécurité civile. Passionnée d'hélicoptères, elle passe son brevet de pilote en 1987.
Elle revient à la direction générale de l'Armement en 2002, chargée des finances au service des programmes nucléaires et missiles, puis supervise les négociations de marchés, tout en s'assurant de leur conformité.
De 2007 à 2011, elle dirige l'unité de management des opérations d'armement d'hélicoptères, au profit des trois armées (ainsi que pour la Gendarmerie nationale et la Sécurité civile). Elle représente à ce titre la France aux comités directeurs internationaux pour le programme Eurocopter EC665 Tigre et le programme NHIndustries NH90.
De 2011 à 2013, elle est directrice du service de maintien en condition opérationnelle de la DGA. 
Elle est nommée en 2013 adjointe au directeur des Opérations de la DGA, avant d'en devenir la directrice un an plus tard. Élevée aux rang et appellation d'ingénieure générale hors-classe de l'armement à la même date, Monique Legrand-Larroche devient la première femme en France à accéder à ce rang, équivalent à celui de général de corps d'armée, avant Caroline Laurent (2014), Maryline Gygax Généro (2017) et Isabelle Guion de Méritens (2020). À ce poste, elle pilote les programmes et les opérations d'armement de l'armée française, ainsi que la mise en place de la stratégie d'acquisition et du soutien des matériels nécessaires à la bonne conduite des opérations.
En 2018, elle est nommée à la tête d'une nouvelle direction de l'État-Major des armées, la direction de la Maintenance aéronautique (DMAé). Cette direction s'occupe des avions A400M et Atlantique 2, et des hélicoptères Cougar, Caracal, Dauphin et Panther,.
Le 29 juillet 2022, elle est nommée en Conseil des ministres inspectrice générale des armées et élevée aux rang et appellation d'ingénieure générale de classe exceptionnelle de l'armement. Elle est la première femme à tenir tant cette fonction que ce rang en France.

## Décorations
- Commandeur de la Légion d'honneur en 2022[11] (officier en 2015[12], chevalier en 2006[13]).
- Commandeur de l'ordre national du Mérite en 2018[14] (officier en 2009[15], chevalier en 1998[16]).
- Médaille de l'Aéronautique.
- Brigadier d'honneur de l'Aviation Légère de l'Armée de Terre.